# PhpStorm
PhpStorm est un éditeur pour PHP, HTML, CSS et JavaScript, édité par JetBrains.
Il permet d'éditer du code PHP pour les versions à partir de la 5.3.

## Caractéristiques
L'éditeur possède :
- Une coloration syntaxique dynamique ;
- Des analyseurs d'erreurs syntaxiques et orthographiques (en anglais) ;
- Une auto-complétion intelligente du code en Javascript comme en PHP ;
- Des fonctionnalités de réusinage automatisé de code en Javascript comme en PHP.

Outre ces caractéristiques, on peut trouver les outils suivants pré-embarqués :
- Le déploiement des fichiers via FTP, FTPS, SFTP, etc. avec synchronisation automatique ;
- Une interface utilisateur unifiée pour la gestion de versions, en surcouche à Git, Mercurial, Subversion et Perforce[3] ;
- Une interface utilisateur pour les logiciels de tests tels que PHPUnit ;
- Le débogage pas-à-pas et le profilage de code en dialoguant avec Xdebug.

Il permet aussi de visualiser l'architecture de bases de données de différentes sources (MySQL, SQLite, etc.). Enfin, il permet l'intégration d'outils d'opérations serveur comme Vagrant, Docker, une console SSH et d'autres outils.

## Extensions
PHPStorm est écrit en Java, et ses utilisateurs peuvent lui adjoindre des extensions fournies par JetBrains, une tierce partie ou écrites par eux-mêmes.
Certaines peuvent être en freemium. C'est le cas du support du framework Symfony qui coûte 1 € par mois dans sa version complète.

## Licence
PHPStorm est distribué sous licence propriétaire à destination des particuliers, des entreprises et des associations.
La licence gratuite d'évaluation est valable un mois. Ensuite la payante est disponible en souscription mensuelle (une trentaine d'euros par mois pour les entreprises, une douzaine pour les particuliers) ou annuelle seul ou en pack.